# Phortica foliiseta
Phortica foliiseta är en tvåvingeart som beskrevs av Oswald Duda 1923. Phortica foliiseta ingår i släktet Phortica och familjen daggflugor. Inga underarter finns listade i Catalogue of Life.